# Tsakistra
Tsakistra (en griego: Τσακίστρα) es un pueblo en el distrito de Nicosia en Chipre, situado a 3 km al sur de Kampos.
Tsakistra es un pueblo que el viajero encuentra en su camino del Monasterio de Kykkos a la localidad de Kampos. Los habitantes inventaron muchas maneras de aumentar sus ingresos, como la preparación del soutzoukos (dulce hecho de zumo de uva y almendras), el cultivo de rosas a lo largo de los márgenes de los viñedos, la elaboración de carbón vegetal, la fabricación de ladrillos y particularmente el trabajo de la madera aunque pocos aserraderos funcionan actualmente en el pueblo. Lo más probable es que Tsakistra fuera un anexo al Monasterio con un largo y estrecho edificio, todavía existente, donde los monjes se quedarían mientras trabajaban en el pueblo.

## Lugares de interés

### Monasterio de Kykkos

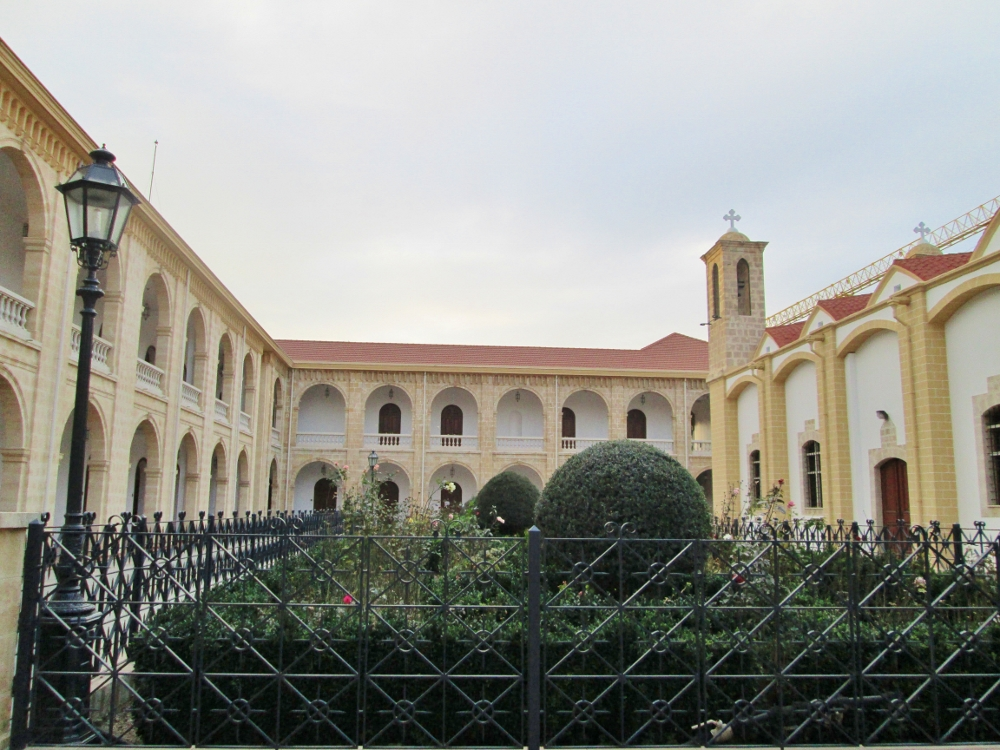
Monasterio de Kykkos

El Santo Monasterio de la Virgen de Kykkos fue fundado a finales del siglo XI por el emperador bizantino Alejo I Comneno (1081-1118). El monasterio se encuentra a una altitud de 1.318 metros en la cara oeste al norte de las Montañas Troodos. No hay restos del monasterio original, ya que fue incendiado varias veces. El primer presidente de Chipre, el arzobispo Makarios III comenzó su carrera eclesiástica allí como monje en 1926. Permaneció vinculado al lugar y volvió muchas veces. Su petición de ser enterrado allí se materializó después de su muerte en 1977. Su tumba se encuentra a 3 km al oeste del monasterio y sigue siendo un destino turístico popular.
- Wikimedia Commons alberga una galería multimedia sobre Tsakistra.